# Jadwiga Staniszkis
Jadwiga Staniszkis, née le 26 avril 1942 à Varsovie (Pologne) et morte le 15 avril 2024, est une sociologue, politologue et essayiste polonaise, anciennement professeure à l'université de Varsovie et à la Wyższa Szkoła Biznesu – National-Louis University (en).

## Biographie
Elle est la petite-fille de l'homme politique Witold Teofil Staniszkis, assassiné à Auschwitz en 1941. Elle étudie la sociologie à la faculté de philosophie de l'université de Varsovie puis obtient son doctorat en 1971. En 1978, elle décroche son habilitation de recherche en sciences humaines au sein du département de sociologie. En 1991, elle devient professeure de cette même université.
Sous le régime communiste, elle est renvoyée durant sept mois de l'université pour avoir soutenu les manifestations d'étudiants et d'intellectuels pendant la crise politique polonaise de 1968. En août 1980, lors des grèves du syndicat Solidarność contre le pouvoir communiste, elle fait partie d'un groupe de chercheurs qui lui manifestent son soutien, mené par Tadeusz Mazowiecki. Elle est la seule femme du groupe, qui compte notamment les historiens Bohdan Cywiński (pl) et Bronisław Geremek parmi ses membres.
Elle est l'auteure de plusieurs ouvrages sur le socialisme. Son premier livre, portant sur la dialectique de la société socialiste, a été traduit en japonais, mais le manuscrit polonais a été confisqué par les services secrets (SB) et est désormais perdu. Son deuxième livre, sur le mouvement Solidarność, n'a jamais été traduit en polonais, bien qu'il ait été publié en français (deux ans avant l'édition anglaise). Le sort de son livre sur la dynamique de la transformation politique polonaise suit la même trajectoire et n'a jamais été publié en Pologne. La plupart de ses travaux ont été publiés après que la Pologne soit devenue une démocratie, à partir de 1989.

## Prix
En 2004, elle reçoit le prix de la Fondation pour la science polonaise, considéré comme le « prix Nobel » de la Pologne. Le 31 août 2006, le président Lech Kaczynski lui remet la croix de commandeur de l'ordre Polonia Restituta.

## Ouvrages
- Poland's Self-Limiting Revolution (1984)
- « Forms of Reasoning as Ideology », Telos, 66 (hiver 1985-86). New York : Telos Press.
- The Dynamics of the Breakthrough in Eastern Europe: The Polish Experience. Berkeley, California : University of Berkeley Press, 1991[4].
- The Ontology of Socialism (1992)
- Post-communism: Emerging Enigma (1999)
- « The Epistemologies of Order: An Inquiry Into Genesis, Clashes and Collapse », in J. Koltan (éd.) Solidarity and the Crisis of Trust, Gdansk : European Solidarity Centre, 2016, pp. 95–120.